# Carlsbad (Nuovo Messico)
Carlsbad è una città e capoluogo della contea di Eddy nel Nuovo Messico, negli Stati Uniti. La popolazione era di 12 875 abitanti al censimento del 2020. Carlsbad si trova all'incrocio delle U.S. Routes 62/180 e 285 ed è la principale città dell'area statistica micropolitana di Carlsbad-Artesia, che ha una popolazione complessiva di 55 435 abitanti. Situata nella parte sud-orientale del Nuovo Messico, Carlsbad si trova a ridosso del fiume Pecos e si trova all'estremità orientale dei Monti Guadalupe.
Carlsbad è un centro per l'estrazione di potassio, la produzione di petrolio e il turismo. Il parco nazionale delle Carlsbad Caverns si trova a 32 km a sud-ovest della città e il parco nazionale dei Monti Guadalupe si trova a 87 km a sud-ovest attraverso il confine con il Texas. La foresta nazionale di Lincoln si trova a nord-ovest della città.
Prende il nome dalla città termale di Karlovy Vary (in inglese Carlsbad), in Repubblica Ceca, famosa in tutto il mondo .

## Geografia fisica
Secondo l'Ufficio del censimento degli Stati Uniti, ha una superficie totale di 29,21 mi² (75,65 km²).

## Storia
Alla fine del XIX secolo, l'arrivo di immigrati da Inghilterra, Svizzera, Francia e Italia furono fondamentali per lo sviluppo della parte sudorientale del Nuovo Messico. Il 15 settembre 1888 fu fondata la città di Carlsbad, all'epoca denominata Eddy, chiamata così in onore di Charles B. Eddy, comproprietario della Eddy-Bissell Livestock Company. Nel 1893 le venne riconosciuto lo status di centro abitato. Grazie alle proprietà mediche delle sorgenti minerali locali vicino al canale, la città prese il nome di Carlsbad, dal nome della famosa località di Karlovy Vary (all'epoca chiamata Carlsbad), in Repubblica Ceca. Il 25 marzo 1918, la popolazione della città aveva superato i 2 000 abitanti, consentendo all'allora governatore del Nuovo Messico, Washington Lindsey, di incorporare la città di Carlsbad.
La maggior parte dello sviluppo di Carlsbad riguardava l'irrigazione. Gli allevatori locali capirono che era fondamentale deviare l'acqua dal fiume Pecos ai pascoli dell'Halagueno Ranch di Eddy. Sono stati intrapresi molti progetti di costruzione per costruire un sistema di irrigazione all'interno della città. La diga di Avalon è stata costruita a monte della città e i canali hanno deviato l'acqua in città. Il conflitto sorse quando i canali incontrarono il fiume a valle; di conseguenza, fu costruito un acquedotto sul Pecos, prima in legno e poi in cemento (il canale è spesso intitolato l'unico luogo in cui un fiume si attraversa).
La chiave per la crescita dell'area sono stati i treni speciali per le escursioni che hanno portato i visitatori dall'est a tariffe ridotte. Prima dell'arrivo della Pecos Valley Railroad nel 1891, i gruppi di viaggiatori si incontravano alla stazione ferroviaria di Toyah, in Texas, e venivano trasportati a bordo di un buggy per 140 km su una strada accidentata e polverosa fino a questo piccolo ma in crescita insediamento sulle rive del fiume Pecos. Per la maggior parte dei primi edifici costruiti furono utilizzati mattoni prodotti localmente. I mattoni erano abbastanza morbidi e di scarsa qualità. L'ex edificio della First National Bank all'angolo tra Canal e Fox Street è uno dei pochi edifici rimasti costruiti con mattoni locali. La riscoperta delle Carlsbad Caverns (allora conosciute come "Bat Cave") da parte dei cowboy locali nel 1901 e la successiva creazione del parco nazionale delle Carlsbad Caverns il 14 maggio 1930 ottennero un sostanziale riconoscimento della città di Carlsbad.
Nel 1925 fu scoperta la potassa vicino a Carlsbad e per molti anni Carlsbad dominò il mercato americano della potassa. In seguito al declino del mercato della potassa negli anni 1960, i residenti e i principali esponenti di Carlsbad fecero pressioni per l'istituzione del Waste Isolation Pilot Plant (WIPP), un sito in cui le scorie nucleari di basso livello sarebbero state immagazzinate a migliaia di piedi sottoterra in letti di sale. Il Congresso ha autorizzato il progetto del WIPP nel 1979 e la costruzione è iniziata nel 1980. Il DOE Carlsbad Area Office è stato aperto nel 1993 e la prima spedizione di rifiuti è arrivata nel 1999.
Attualmente, Carlsbad ha vissuto un "boom". È un'importante città nella produzione di petrolio e gas naturali in tutta l'area, provocando un aumento del tasso di occupazione. A causa di questo aumento famiglie e individui hanno iniziato a trasferirsi a Carlsbad.

## Società

### Evoluzione demografica
Secondo il censimento del 2020, la popolazione era di 32 238 abitanti.